# Blank Generation
Blank Generation – debiutancki album zespołu Richard Hell and the Voidoids, wydany w 1977 roku przez wytwórnię Sire Records.

## Lista utworów
| 1.  | "Love Comes in Spurts" (Richard Hell)             | 2:03  |
|     |                                                   |       |
| 2.  | "Liars Beware" (Richard Hell/Ivan Julian)         | 2:52  |
|     |                                                   |       |
| 3.  | "New Pleasure" (Richard Hell)                     | 1:58  |
|     |                                                   |       |
| 4.  | "Betrayal Takes Two" (Richard Hell/Ivan Julian)   | 3:37  |
|     |                                                   |       |
| 5.  | "Down at the Rock and Roll Club" (Richard Hell)   | 4:05  |
|     |                                                   |       |
| 6.  | "Who Says?" (Richard Hell)                        | 2:07  |
|     |                                                   |       |
| 7.  | "Blank Generation" (Richard Hell)                 | 2:45  |
|     |                                                   |       |
| 8.  | "Walking on the Water" (John Fogerty/Tom Fogerty) | 2:17  |
|     |                                                   |       |
| 9.  | "The Plan" (Richard Hell)                         | 3:56  |
|     |                                                   |       |
| 10. | "Another World" (Richard Hell)                    | 8:14  |
|     |                                                   |       |
|     |                                                   | 33:54 |
|     |                                                   |       |

## Skład
- Richard Hell – wokal, gitara basowa
- Robert Quine – gitara, wokal
- Ivan Julian – gitara, wokal
- Marc Bell – perkusja